# 砷酸钆
砷酸钆是钆的砷酸盐，化学式为GdAsO4。它有着很好的热稳定性，其pKsp,c为21.67±0.04。

## 制备
砷酸钆可由砷酸钠（Na3AsO4）和氯化钆（GdCl3）在溶液中反应制得：
Na3AsO4 + GdCl3 → 3 NaCl + GdAsO4↓